# 彭運樞
彭運樞（？—？），又名家樞，雷波人，由廩貢，道光六年任鄰水縣教諭，厯署銅梁、安居、屏山等縣教諭，選授簡州學正。